# Antillocladius atalaia
Antillocladius atalaia är en tvåvingeart som beskrevs av Mendes och Andersen 2008. Antillocladius atalaia ingår i släktet Antillocladius och familjen fjädermyggor. Inga underarter finns listade i Catalogue of Life.